# Ogród botaniczny Dalekowschodniego Oddziału Rosyjskiej Akademii Nauk
Ogród botaniczny Dalekowschodniego Oddziału Rosyjskiej Akademii Nauk (ros. Ботанический сад-институт ДВО РАН) – ogród botaniczny we Władywostoku, stolicy Kraju Nadmorskiego w Rosji. Jest placówką naukową gromadzącą kolekcje roślin typowych dla rosyjskiego Dalekiego Wschodu, badającą przemiany jego flory oraz możliwości introdukcji i aklimatyzacji roślin. 
Ogród wydaje czasopismo naukowe – „Botanica Pacifica” i biuletyn ogrodu.

## Historia
Inicjatywa utworzenia ogrodu zrodziła się we władzach lokalnych Terytorium Nadmorskiego i Akademii Nauk ZSRR w 1946. Wytypowany obszar z najlepiej zachowanymi w rejonie Władywostoku płatami ciemnej tajgi z lasami jodłowo-świerkowymi oraz wielkolistnymi został w 1948 wyznaczony przez Radę Miejską Władywostoku pod ogród botaniczny, który powołany został przez Radę Ministrów ZSRR w lutym 1949. Przez kolejne lata w ogrodzie zatrudnione były pojedyncze osoby bez stopni naukowych. Obiekt został przekształcony w placówkę naukową decyzją Prezydium Akademii Nauk ZSRR 16 lipca 1970 roku. Powstawać zaczęły laboratoria, zatrudnionych zostało kilkunastu pracowników naukowych. Ogród się rozwijał i 13 lutego 1990 otrzymał status instytutu badawczego. Głównymi kierunkami działalności naukowej stały się: 
- biologiczne podstawy introdukcji i aklimatyzacji roślin,
- antropogeniczne przemiany flory,
- ochrona puli genowej flory Dalekiego Wschodu Rosji.

W 2004 roku jako filie do ogrodu przyłączone zostały dwie placówki: Amurski ogród botaniczny i Sachaliński ogród botaniczny.

## Kolekcja
Ogród zajmuje powierzchnię 170 ha. Kolekcja ogrodu obejmuje poza roślinami rosnącymi na terenach otwartych także zasoby genetyczne roślin w części zamkniętej i rośliny mnożone w formie kultur in vitro.
W szklarniach zbudowanych w latach 60. XX wieku zgromadzonych zostało ok. 1,5 tysiąca taksonów ze strefy międzyzwrotnikowej. W rozarium uprawianych jest 150 odmian róż w szklarniach oraz 240 w gruncie, selekcjonowanych pod kątem doboru do warunków panujących w Kraju Nadmorskim. Na terenach otwartych ogrodu uprawiane są rośliny z różnych stref klimatycznych wszystkich kontynentów, ze szczególnym uwzględnieniem endemitów, rzadkich i zagrożonych gatunków Dalekiego Wschodu Rosji. Do kolekcji ogrodu należy m.in. 70 odmian liliowców, magnolie, piwonie (ponad 100 odmian i 9 gatunków) i lilaki (ponad 20 gatunków i 60 odmian).